# George Stepney
George Stepney (1663-15 septembre 1707) est un poète et diplomate anglais. 

## Biographie
Il est le fils de George Stepney, valet de la chambre de Charles II, et est né à Westminster. Il est admis à la fondation de la Westminster School en 1676 et, en 1682, il devient étudiant au Trinity College de Cambridge et devient membre de son collège en 1687. 
Par l'intermédiaire de son ami Charles Montagu (comte d'Halifax), il entre au service diplomatique et, en 1692, est nommé comme envoyé au Brandebourg. Il représente Guillaume III devant plusieurs autres cours allemandes. En 1702, il est envoyé à Vienne, où il a déjà exercé les fonctions d'ambassadeur en 1693. En novembre 1697, il est élu membre de la Royal Society. 
En 1705, le prince Eugène de Savoie demande le retrait de Stepney en raison de son prétendu soutien aux insurgés hongrois, mais la demande est refusée à la demande de John Churchill (duc de Marlborough), qui a une grande confiance en Stepney. Il est néanmoins déplacé en 1706 à La Haye. L'année suivante, il revient en Angleterre dans l'espoir de se remettre d'une grave maladie, mais il meurt à Chelsea, à Londres, et est enterré à l'Abbaye de Westminster. 
Il a une connaissance complète et précise des affaires allemandes et est un grand écrivain. Gottfried Leibniz est l'un de ses correspondants. Une grande partie de sa correspondance officielle et autre est conservée dans les lettres et papiers de Sir John Ellis (British Museum Add. MSS. 28875-28947), achetés au comte de Macclesfield en 1872, et d’autres disponibles au greffe. Il contribue à la traduction (1693) des satires de John Dryden et d'une version de la huitième satire de Juvénal. Samuel Johnson, qui l'incluait dans sa vie des poètes, le traita de traducteur très licencieux. 